# Nohen
Nohen là một đô thị thuộc huyện Birkenfeld, bang Rheinland-Pfalz, Đức. Đô thị này có diện tích 7,5 km².